# El Cortal Nou
El Cortal Nou és una masia de Sant Pere Pescador (Alt Empordà) inclosa a l'Inventari del Patrimoni Arquitectònic de Catalunya. Situat al sud-est del nucli urbà de la població de Sant Pere Pescador, al bell mig de la urbanització Bon Relax II, a la que s'arriba per la carretera al Riuet. El mas està delimitat entre el carrer Besalú i l'avinguda Olot.

## Descripció
Edifici de planta rectangular, amb coberta de teula de dues vessants i distribuït en planta baixa i pis. A la banda de llevant se li adossa un petit cos de nova planta, amb la coberta plana i distribuït en un sol nivell. Majoritàriament, les obertures són rectangulars i estan emmarcades amb carreus escairats als brancals, les llindes planes i, en el cas de les finestres, els ampits motllurats. Moltes d'elles han estat parcialment o totalment restituïdes, ja que actualment l'edifici es troba en procés de restauració i rehabilitació. Els elements més destacables de la construcció són un rellotge de sol situat a l'extrem sud-oest de la façana principal i un contrafort que reforça el mur de tramuntana de l'edifici.
La construcció és bastida amb pedra desbastada de diverses mides lligada amb morter, amb carreus escairats a les cantonades.

## Història
Masia documentada des del segle xvii quan era propietat dels Caramany. L'edifici actual es va construir entre 1743 i 1748. L'any 1946 era propietat de Cecili Granada, últim hereu dels Caramany. Posteriorment les terres que conformaven l'heretat s'han convertit en la urbanització Bon Relax. Actualment està en procés de rehabilitació per convertir-la en habitatge.